# Regional Municipality of Durham
Regional Municipality of Durham är en sekundärkommun av typen region i den kanadensiska provinsen Ontario. Den ligger i den sydöstra delen av landet, 300 km sydväst om huvudstaden Ottawa. Antalet invånare var 645 862 år 2016. Arean är 2 523 kvadratkilometer. Durham gränsar till Toronto, Kawartha Lakes, Simcoe County, Northumberland County och York Region. 
Regional Municipality of Durham delas in i:
- Ajax
- Brock
- Clarington
- Oshawa
- Pickering
- Scugog
- Uxbridge
- Whitby